# Maya Angelou
Maya Angelou (născută Marguerite Annie Johnson; n. 4 aprilie 1928, Saint Louis, Missouri, SUA – d. 28 mai 2014, Winston-Salem, Carolina de Nord, SUA) a fost o poetă, activistă pentru drepturile civile și autoare americancă. A fost violată la vârsta de opt ani și a trecut printr-o perioadă de șoc manifestată prin muțenie. A publicat șapte autobiografii, trei cărți de eseuri, mai multe cărți de poezie și a fost creditată cu o listă de piese, filme și emisiuni de televiziune cu o durată de peste 50 de ani. A primit zeci de premii și mai mult de 50 de titluri de onoare. Angelou este foarte cunoscută pentru cele șapte autobiografii, care se concentrează asupra trăirilor ei din copilărie și a trăirilor adulte timpurii. Prima, I Know Why the Caged Bird Sings (1969), povestește despre viața ei până la vârsta de 17 ani și i-a adus recunoaștere și apreciere internațională.
În unele interviuri, aceasta spune că a fost inspirată de poeziile lui William Henry Davies . 
A devenit poetă și scriitoare după o serie de ocupații în calitate de tânără adultă, incluzând bucătar, prostituată, dansatoare și cântăreață în cluburile de noapte, membră a Porgy and Bess, coordonatoare a Southern Christian Leadership Conference, si jurnalistă în Egipt și Ghana în decolonizarea Africii. A fost actriță, scriitoare, regizoare și producătoare de piese, filme și programe de televiziune publică. În 1982, ea a câștigat primul premiu Reynolds Professorship of American Studies de la Universitatea Wake Forest din Winston-Salem, Carolina de Nord. A fost activă în Mișcarea drepturilor civile afro-americane și a lucrat cu Martin Luther King, Jr. și Malcolm X.

## Poezie
Articol principal:  Poetry of Maya Angelou

Maya Angelou recitând poemul său, „On the Pulse of Morning”, la inaugurarea prezidențială a lui Bill Clinton, 1993

Maya Angelou este cunoscută pentru cele șapte autobiografii ale sale, dar ea a fost, de asemenea, o poetă prolifică și de succes. Angelou a studiat și a început să scrie poezii de la o vârstă fragedă, și s-a folosit de poezie și de altă literatură extraordinară pentru a face față violului din tinerețe, așa cum este descris în Caged Bird. Potrivit savantului  Yasmin Y. DeGout, literatura a afectat și sensibilitățile ei ca poetă și scriitoare, dar mai ales "discursul eliberator care ar fi evoluat în propriul său canon poetic".
Mulți critici consideră autobiografiile lui Angelou mai importante decât poezia ei. Deși toate cărțile sale au fost foarte bine vândute, poezia scrisă de ea nu a fost percepută la fel de serios precum proza sa. Poemele ei erau multe mai interesante când aceasta le recita și interpreta, iar mulți critici au subliniat acest aspect public al poeziei ei.  Lipsa aprecierii criticilor a fost atribuită atât naturii publice a multor poeme și succesului popular al lui Angelou, cât și preferințelor acestora pentru poezie ca formă scrisă, mai degrabă decât verbală.  Zofia Burr a contracarat criticii lui Angelou, condamnându-i pe aceștia pentru că nu au ținut seamă de scopurile mai mari ale poetei în scrierile ei: "sa fii reprezentativ mai degrabă decât individual, mai degrabă autoritar decât confesional". 

### Autobiografii
- I Know Why the Caged Bird Sings (1969)
- Gather Together in My Name (1974)
- Singin' and Swingin' and Gettin' Merry Like Christmas (1976)
- The Heart of a Woman (1981)
- All God's Children Need Traveling Shoes (1986)
- A Song Flung Up to Heaven (2002)
- Mom & Me & Mom (2013)

### Poezie
- Just Give Me a Cool Drink of Water 'fore I Diiie (1971)
- Oh Pray My Wings Are Gonna Fit Me Well (1975)
- And Still I Rise (1978)
- Shaker, Why Don't You Sing? (1983)
- Poems (1986)
- Now Sheba Sings the Song (1987)
- I Shall Not Be Moved (1990)
- The Complete Collected Poems of Maya Angelou (1994)
- Phenomenal Woman: Four Poems Celebrating Women (1995)
- Poetry for Young People (2007)

## Legături externe
- Materiale media legate de Maya Angelou la Wikimedia Commons
- Official website
- Maya Angelou la Internet Movie Database
- en Maya Angelou la Internet Broadway Database
- Maya Angelou Arhivat în 8 octombrie 2012, la Wayback Machine. at the Internet Off-Broadway Database